# Isaac Gascoyne
Isaac Gascoyne (21 août 1763  - 26 août 1841) est un officier de l'armée britannique et un homme politique conservateur. Il est né à Barking Essex le 21 août 1763, le troisième fils de Bamber Gascoyne (1725-1791) et Mary Green et fait ses études à Felsted School.

## Carrière militaire
Le 8 février 1779, Gascoyne est nommé Officier de l'armée britannique, rejoignant le 20e régiment d'infanterie avec le grade d'enseigne. En juillet de l'année suivante, toujours en tant qu'enseigne, il est transféré aux Coldstream Guards. Il devient lieutenant le 18 août 1784 et capitaine le 5 décembre 1792. Il combat à la bataille de Lincelles en 1793, où il est blessé, et continue à occuper divers postes dans les années 1810, devenant lieutenant-colonel du 16e régiment d'infanterie le 7 juin 1799, major-général le 29 avril 1802, colonel du 7e régiment des Indes occidentales le 10 octobre 1805, lieutenant général le 25 avril 1808 et colonel du 54e régiment d'infanterie (West Norfolk) à partir du 1er juin 1816.
En août 1819, il est promu général responsable du 54e régiment d'infanterie.

## Carrière politique
En 1796, Gascoyne est élu député de Liverpool, succédant à son frère aîné, Bamber Gascoyne (1758-1824). Il s'oppose fermement à l'abolition de la traite des esclaves et au Reform Act 1832. Il s'est également opposé à la fois à l'abolition du bull-baiting et à l'émancipation catholique.
En 1811, Gascoyne reçoit un certain nombre de pétitions de John Bellingham, un habitant de Liverpool, lui demandant de reprendre sa demande d'indemnisation du gouvernement britannique pour une période d'emprisonnement qu'il a subie en Russie. En mai 1812, Bellingham entre dans le hall de la Chambre des communes et assassine le premier ministre Spencer Perceval. Gascoyne a pu reconnaître Bellingham, fournissant des pistes immédiatement après,.
En 1831, Gascoyne présente une motion s'opposant à une réduction des sièges alloués à l'Angleterre. Le gouvernement s'y oppose, estimant qu'il est nécessaire de remédier à la surreprésentation de l'Angleterre. Lorsque la motion de Gascoyne est adoptée, le gouvernement déclenche les élections générales de 1831, dans le but d'obtenir une majorité claire pour la réforme.
Gascoyne perd son siège le 4 mai après l'élection de 1831 et est mort le 26 août 1841 au 71 Audley Street, Londres, d'une inflammation dans ses entrailles. Il est enterré au Kensal Green Cemetery, Londres.

## Vie personnelle et famille
Isaac Gascoyne est le père du général Ernest Frederick Gascoyne, de Raby Hall (1796–1867), qui est l'arrière-arrière-arrière-grand-père de Bamber Gascoigne (en) .
Sa fille Charlotte Gascoyne épouse le 13 octobre 1821 le contre-amiral George Pryse Campbell (1793-12 janvier 1858), fils de John Campbell (1er baron Cawdor), et d'Isabella Caroline Howard.